# Vade Retro
Vade Retro é um seriado de televisão brasileiro coproduzido pela TV Globo e O2 Filmes, que estreou em 20 de abril de 2017 e terminou em 29 de junho de 2017, em 11 episódios.
Escrita por Fernanda Young e Alexandre Machado, conta com direção de André Felipe Binder e Rodrigo Meirelles, sob direção geral e artística de Mauro Mendonça Filho.

## Produção
Em setembro de 2014, os autores apresentaram duas propostas de séries: A Advogada do diabo e Eu odeio segundas. A primeira foi incentivada pelo Departamento de Dramaturgia Semanal a começar ser escrita, no entanto, os autores deram prioridade a segunda proposta, ao ser deslocada para o canal GNT, numa parceria da TV Globo e a Globosat para desenvolver projetos conjuntos. Odeio Segundas teve sua primeira temporada exibida no segundo semestre de 2015. Com as gravações em andamento da produção da TV por assinatura, Young e Machado voltaram ao texto da primeira proposta no final de 2015.
Em janeiro de 2016, Tony Ramos e Monica Iozzi foram confirmados na produção. A preparação para o personagem de Tony, incluiu aulas de mandarim, tango e latim. As gravações ocorreram entre agosto e novembro de 2016, em São Paulo, tendo como locações os bairros Perdizes, Santa Ifigênia, o Edifício Copan e o Hospital Sírio Libanês. Antes mesmo da estreia, os autores já trabalham no texto de uma segunda temporada. 

## Sinopse
Advogada certinha e ingênua que tem um namoro morno com Davi, Celeste sofre com a falta de clientes, quando é contratada pelo poderoso e sedutor Abel Zebu, executivo que dá palestras para empresários alcançarem sucesso em seus negócios, e está para se divorciar de sua esposa, Lucy. Celeste não se dá conta, de que tudo não passa de uma jogada para ser usada como laranja nos negócios suspeitos de Abel e cada vez mais se encanta por ele, mesmo alertada pela mãe e pelo namorado, que o empresário pode ser na verdade o tinhoso.

## Elenco
| Intérprete             | Personagem            |
| ---------------------- | --------------------- |
| Monica Iozzi           | Celeste Vasconcelos   |
| Tony Ramos             | Abelardo Zebul (Abel) |
| Maria Luísa Mendonça   | Lucy Ferguson         |
| Juliano Cazarré        | Davi                  |
| Luciana Paes           | Kika                  |
| Maria Casadevall       | Lilith                |
| Cecília Homem de Mello | Leda Vasconcelos      |
| Enrico Baruzzi         | Damien                |
| Nathália Falcão        | Carrie                |
| Pascoal da Conceição   | Padre                 |